# 大分合同新聞

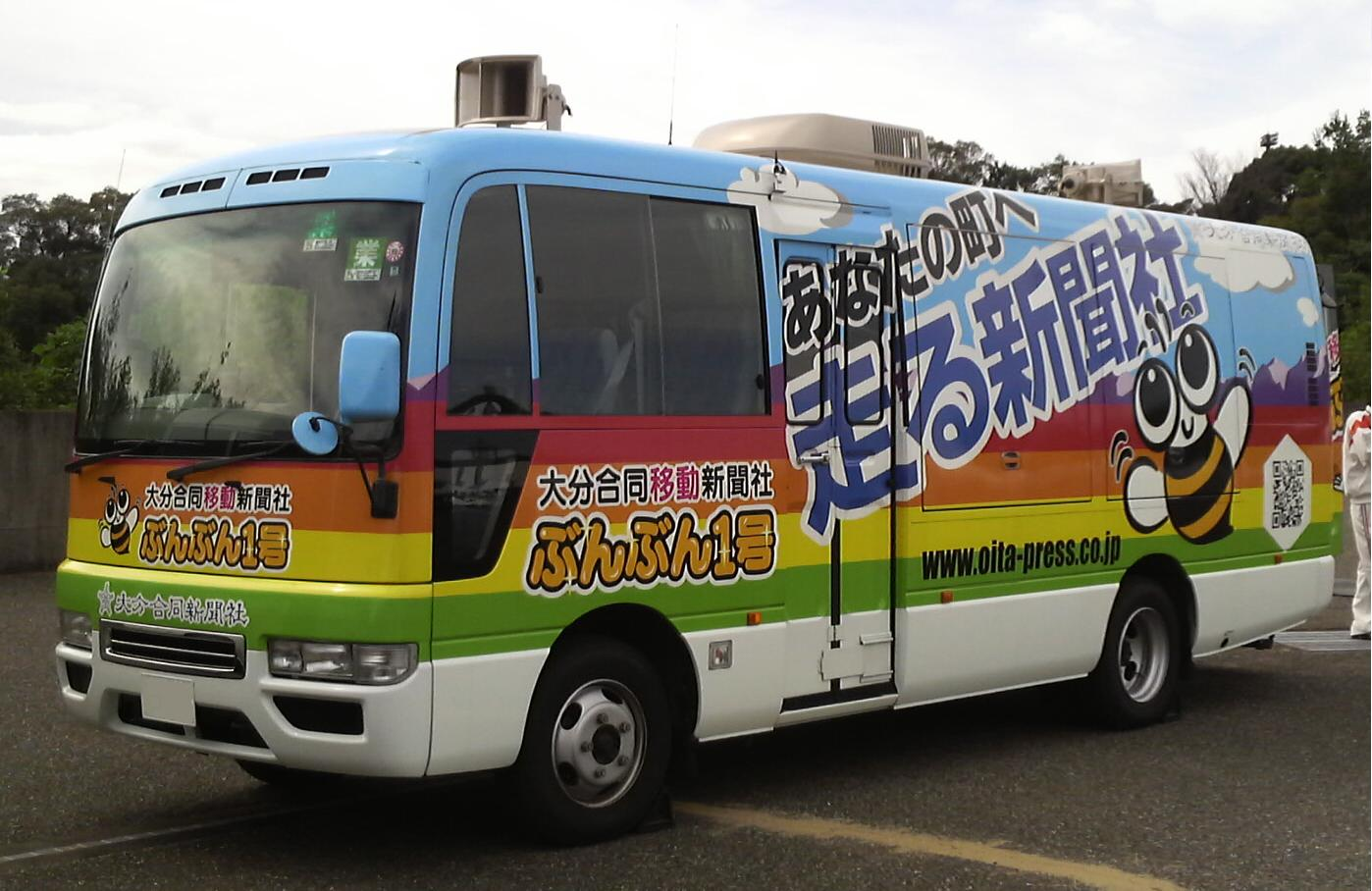
新聞発行自動車「ぶんぶん1号」

大分合同新聞（おおいたごうどうしんぶん）は、有限会社大分合同新聞社が編集・発行する、大分県の朝刊単独の地方紙である。

## 概要
1942年に豊州新報と大分新聞とが合併し、同年4月3日に創刊された。合同新聞という名称は、これら二紙が合同したことに由来する。大分合同新聞社の創立年とされる1886年（明治19年）は、豊州新報の創刊年である。なお、大分新聞は1889年（明治22年）創刊。
2020年3月31日を以って夕刊を廃止した。人件費や原材料の上昇に加え、人手不足で新聞配達員の確保が困難になっていることを理由としている。代替として、同年4月からビジネス、教育、スポーツなどに特化したタブロイド判の「GX EXPRESS」を朝刊に挟み込む形で週4回（火曜、金曜、土曜、日曜）発行している。朝夕刊の統合に伴い、定期購読料は3,500円に統一された。
夕刊の廃止前は、定期購読は朝夕刊のセット版のみ。この発行形態は1951年5月から続けられていた。1面の題字下には「大分合同新聞は朝夕刊連続紙。朝刊・夕刊の単独発売はありません」と表記されていた。統合版がない代わりに、夕刊を配達できない地域では「1回配達」と称して朝刊に併せて前日の夕刊を一緒に配達しており、定期購読料は2回配達の地域が3,565円で、1回配達の地域は3,093円であった。
2023年3月、夕刊の代替であったタブロイド紙「GX EXPRESS」を廃止し、WEB版へ移行したものの、定期購読料1か月3,500円は変わらなかった。しかし、2024年1月16日付の朝刊の社告で、月極め購読料を同年2月1日から500円引き上げ、4,000円にすると発表した。コンビニなどで販売する1部売りは、150円から180円となる。

## 紙面

### 地域面
地元に密着した新聞を目指しており、地域面は大分県内の各市町村別に分かれ、例えば、別府新聞のように「市町村名+新聞」という題字が付されている。

### ミニ事件簿
大分合同新聞の夕刊に連載されていたミニ事件簿は、ごく小さな事件や警察官・記者の身の回りの出来事など、通常は記事とならない程度の事柄を取り上げたコラムであった。1978年（昭和53年）11月1日から30年以上にわたって続き、当初は1日5 - 6本の記事が掲載されそのうち1本にイラストが添えられていた。その後は原則1日1本となっており、インターネットでも掲載されていた。
さだまさしのラジオ番組「さだまさしのセイ!ヤング」および、「(有) さだまさし大世界社」（ともに文化放送）で取り上げられていたため、従来から全国的にも一定の知名度があった。近年ではインターネットで話題になり、掲載された記事へのアクセスは2011年4月以降、以前に比べて2倍以上に急増した。
2012年（平成24年）11月1日には、「ミニ事件簿」の特設ウェブサイト『ミニ事件簿ワンダーランド』が開設された。しかし夕刊の廃止にともない、2020年（令和2年）3月31日を以って終了。4月1日からは新たに『びびんこ 地域発ミニ事件簿』の連載が始まった。

### 番組欄
大分県では、周防灘沿岸では山口県、広島県、豊後水道沿岸では愛媛県、南部の一部では宮崎県、高知県、中津市や日田市付近では福岡県、竹田市付近では熊本県のテレビ放送が受信できることから、テレビ番組欄には複数県の放送局が掲載されていたが、2017年4月1日付で最終面はNHKと大分民放3局と福岡県のテレビ西日本と福岡放送、TVQ九州放送のみの掲載に移行し、ラジオ欄においては他県の放送局が掲載されなくなるなどの内容に整理された。下記の番組欄は2017年4月1日付からのもの。
なお、2023年8月現在は2020年3月に放送終了したDlifeに代わり2022年3月に開局したBS松竹東急（掲載開始時期不明）を掲載し放送大学も2023年4月の再編に伴い「放送大学キャンパスon」（232ch）から「放送大学テレビ」（231ch）に代わった。
- 最終面（4面側） - 地上波はフルサイズ。衛星はハーフサイズ。なお夕刊には翌日の大分県内のテレビ番組表を全日掲載している。
  - NHK - NHK総合、Eテレ、BS1、BSプレミアム[注 2]
  - 大分県 - 大分放送、テレビ大分、大分朝日放送（フルサイズ）
  - 福岡県 - テレビ西日本、福岡放送、TVQ九州放送（ハーフサイズ 1局につき2列）
  - 衛星放送 - NHK BS、NHKBSP4K（BS1の下）、BS日テレ、BS朝日、BSテレ東（以上上段）、BS-TBS、BSフジ、BS11（以上下段）
- 第2テレビ・ラジオ面（中面） - 福岡県、およびBS（放送大学、Dlifeを除く）のみハーフサイズ、その他の県はクォーター（1/4）サイズ。
  - 福岡県 - RKB毎日放送、九州朝日放送
  - 愛媛県 - 南海放送、テレビ愛媛、あいテレビ、愛媛朝日テレビ
  - 山口県 - 山口放送、テレビ山口（山口朝日放送は紙面スペース構成の都合上未収録）
  - 衛星放送 - WOWOWプライム・ライブ・シネマ、スターCH1（2・3は未収録）、BS12トゥエルビ、BSスカパー!、放送大学（ラジオは未収録）、（左記2局はWOWOWプライムの下にクォーター）
  - ラジオ局 - NHKラジオ第1放送、NHKラジオ第2放送、大分放送、エフエム大分、NHK-FM放送

## 大分合同新聞社
発行元である大分合同新聞社は、発足当時は有限会社組織であった。これは、全国の新聞社の中でも希有な事例である。2006年（平成18年）5月1日の会社法施行により、有限会社が株式会社に統合されて消滅したため、当社は同日より特例有限会社に移行したが、社名には「有限会社」が残っている。
グループ企業には、地域情報誌「月刊シティ情報おおいた」を発行する「おおいたインフォメーションハウス株式会社」、インターネット・サービス・プロバイダを運営する「デジタルバンク株式会社」などがある。

### 支社・総局・支局
- 東京支社
- 大阪支社
- 福岡支社
- 別府総局 - 杵築支局、日出支局
- 北部総局 - 宇佐支局、豊後高田支局、国東支局
- 西部総局 - 玖珠支局
- 南部総局 - 臼杵支局、津久見支局、豊後大野支局、竹田支局
- 報道部由布支局
- 愛媛伊方特別支局[16]

### 教員採用試験の口利きへの社員の関与
大分合同新聞社の幹部社員が、娘の教員採用試験について大分市教育委員会の部長に口利きを依頼していたことが、2008年（平成20年）7月22日に明らかになった。大分合同新聞社では、大分県での教員採用試験及び昇進に関する贈収賄事件が問題となっている中で、事件を追及すべき立場にある同社の社員が請託を行ったこと重く受け止めるとし、同日付で当該社員を降格処分にした。

## 主催賞

### 大分合同新聞社賞
大分合同新聞社賞は大分県在住・在学・在勤者、並びに大分県に拠点を置く企業や団体などを対象として、産業・経済・地域振興・科学・文化の活動に取り組み、業績を上げた人物・団体を表彰する。

### 福祉優秀校・大分合同新聞賞
福祉優秀校・大分合同新聞賞は、関連法人の大分合同福祉事業団との共同主催によって行われるもので、大分県内の小・中・高校・大学を対象に、高齢者・障碍者の福祉や地域貢献活動などのボランティアに率先的に取り組む学校を表彰する。

### 大分合同新聞スポーツ賞
大分合同新聞スポーツ賞は、大分県出身・在住・在勤・在学者のスポーツ選手・チームを対象としたもので、国際規模、あるいは全国大会で活躍し、好成績を残した選手・チームを表彰する。